# (201497) Marcelroche
(201497) Marcelroche est un astéroïde de la ceinture principale.

## Description
(201497) Marcelroche est un astéroïde de la ceinture principale. Il fut découvert le 2 mai 2003 à Mérida par Ignacio Ferrin et Carlos Leal. Il présente une orbite caractérisée par un demi-grand axe de 2,55 UA, une excentricité de 0,29 et une inclinaison de 12,4° par rapport à l'écliptique.

## Compléments